# Yongdang-dong, Mokpo
Yongdang-dong (koreanska: 용당동) är en stadsdel i kommunen Mokpo i provinsen Södra Jeolla i den sydvästra delen av Sydkorea, 310 km söder om huvudstaden Seoul.

## Indelning
Administrativt är Yongdang-dong indelat i:
| Namn    | Namn                | Yta km² | Invånare 31 dec 2020 |
| ------- | ------------------- | ------- | -------------------- |
| 용당1동 | Yongdang 1(il)-dong | 1,45    | 10 908               |
| 용당2동 | Yongdang 2(i)-dong  | 0,91    | 5 327                |